# San Martino d’Agri

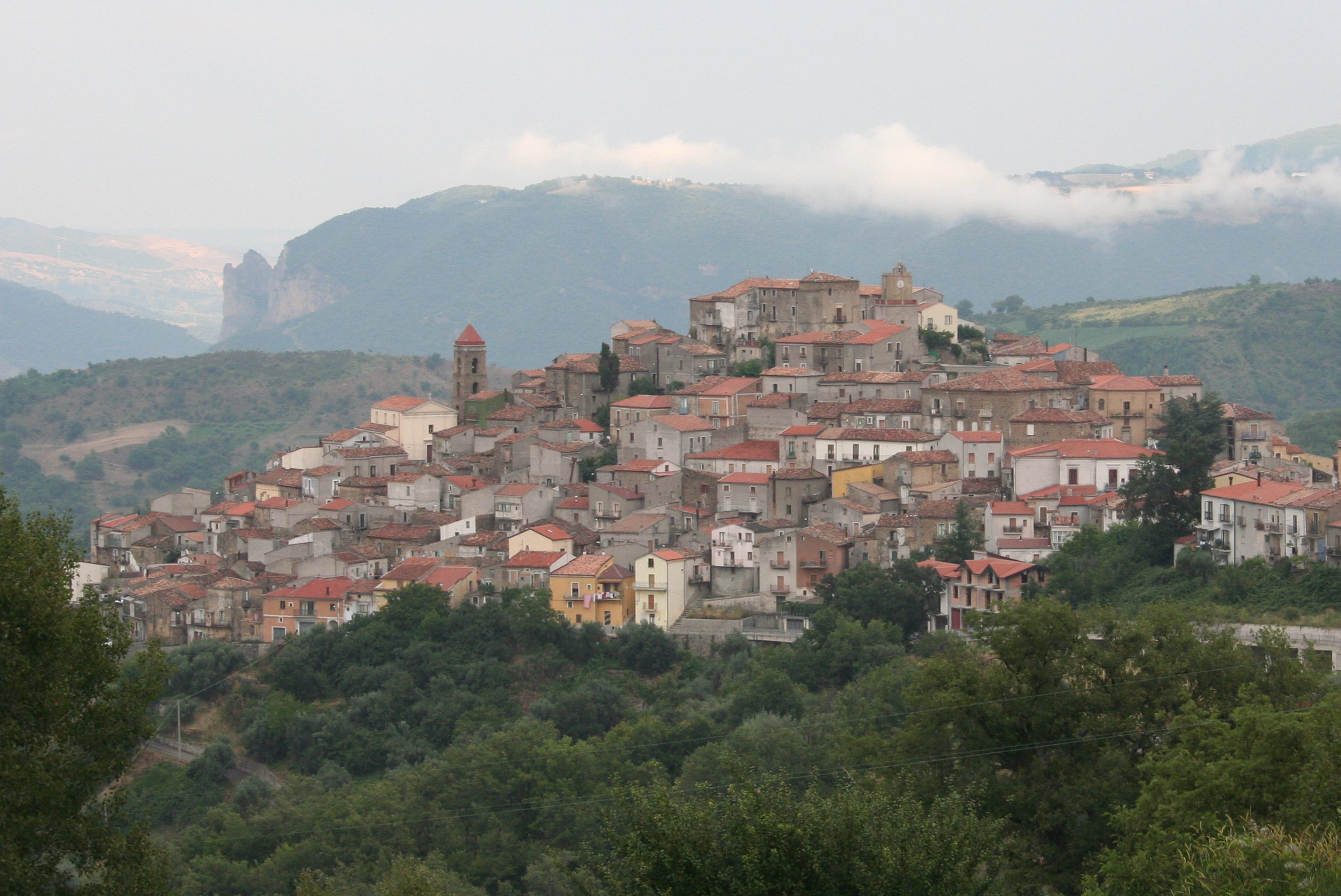
Blick auf San Martino d’Agri

San Martino d’Agri ist eine süditalienische Gemeinde (comune) mit 643 Einwohnern (Stand 31. Dezember 2023) in der Provinz Potenza in der Basilikata. Die Gemeinde liegt etwa 48,5 Kilometer südsüdöstlich von Potenza am Agri im Nationalpark Val d’Agri und gehört zur Comunità Montana Alto Agri.

## Verkehr
Durch die Gemeinde führt die Strada Statale 598 di Fondo Valle d’Agri von Atena Lucana nach Eraclea.